# Thomas Troelenberg
Thomas „Nova“ Troelenberg (* 20. Januar 1987 in Greifswald) ist ein ehemaliger deutscher Boxer im Mittelgewicht.

## Laufbahn
Troelenberg begann im Alter von zehn Jahren mit dem Boxen und wechselte mit vierzehn Jahren ins Landesleistungszentrum Schwerin. Als Amateur bestritt er 90 Kämpfe, darunter 75 Siege und fünf Unentschieden.
2005 wurde er Profi beim Boxstall Sauerland und bestritt am 28. August seinen ersten Profikampf gegen Erdal Kahraman, den er über vier Runden durch Punktesieg gewann.
Am 15. Dezember 2006 boxte er gegen Marcen Gierke um den Internationalen Deutschen Meistertitel im Supermittelgewicht. Der Kampf endete zwar nach zehn Runden mit einem Unentschieden, doch wurde Gierke später die Einnahme von Marihuana nachgewiesen, weshalb Troelenberg nachwirkend zum Sieger durch Disqualifikation erklärt, und ihm der Titel zugesprochen wurde.
2007 siegte er nach Punkten gegen den mehrfachen Belgischen Meister und Benelux-Meister Mike Algoet sowie gegen die beiden Lettischen Meister Martins Kukulis und Olegs Fedotovs.
Am 27. September 2008 wurde er mit einem K.-o.-Sieg in Runde sieben über Steve Klockow, Deutscher Meister im Mittelgewicht. Knapp drei Monate später gewann er auch den Rückkampf gegen Marcen Gierke durch K. o. in der vierten Runde. Im März 2009 siegte er durch K. o. in der dritten Runde gegen den in 15 Kämpfen ungeschlagenen Litauer Virgilijus Stapulionis.
Am 22. August 2009 wurde er mit einem Punktesieg nach zehn Runden über Jean Kamdoum, Internationaler Deutscher Meister im Mittelgewicht. Am 13. November selben Jahres, schlug er auch noch den mehrfachen Deutschen Meister Marco Schulze durch Punktsieg.
Am 24. April 2010 boxte Troelenberg im Rahmen eines dänischen Super-Six Duells gegen den Italiener und späteren Mittelmeerraum-Meister der IBF Elio Cotena und gewann nach Punkten. Troelenberg war stellvertretend für seinen österreichischen Kollegen Marcos Nader eingesprungen, der wegen fehlender Sondergenehmigung aufgrund seines Alters nicht teilnehmen durfte.
Am 5. Juni 2010 erlitt er gegen den Polen Mariusz Cendrowski die erste Niederlage seiner Profikarriere, als er über acht Runden nach Punkten verlor. Daraufhin wurde ein Rückkampf vereinbart, bei dem es auch um Troelenbergs Zukunft ging. Der Sauerland-Boxstall hatte angekündigt, bei einer weiteren Niederlage den bis 30. November 2010 geltenden Vertrag mit Troelenberg nicht zu verlängern.
Den Rückkampf am 30. Oktober, verlor er jedoch vorzeitig durch Aufgabe in der dritten Runde, nachdem sein Unterkiefer durch einen rechten Haken zertrümmert wurde. Er wurde anschließend im Unfallkrankenhaus Berlin behandelt, wo er notoperiert und sein Kiefer wieder mit Metallplatten und Stahldrähten gerichtet wurde. Die nächsten sechs Monate durfte er nur Flüssignahrung zu sich nehmen.